# Liste der Baudenkmäler in Schwifting

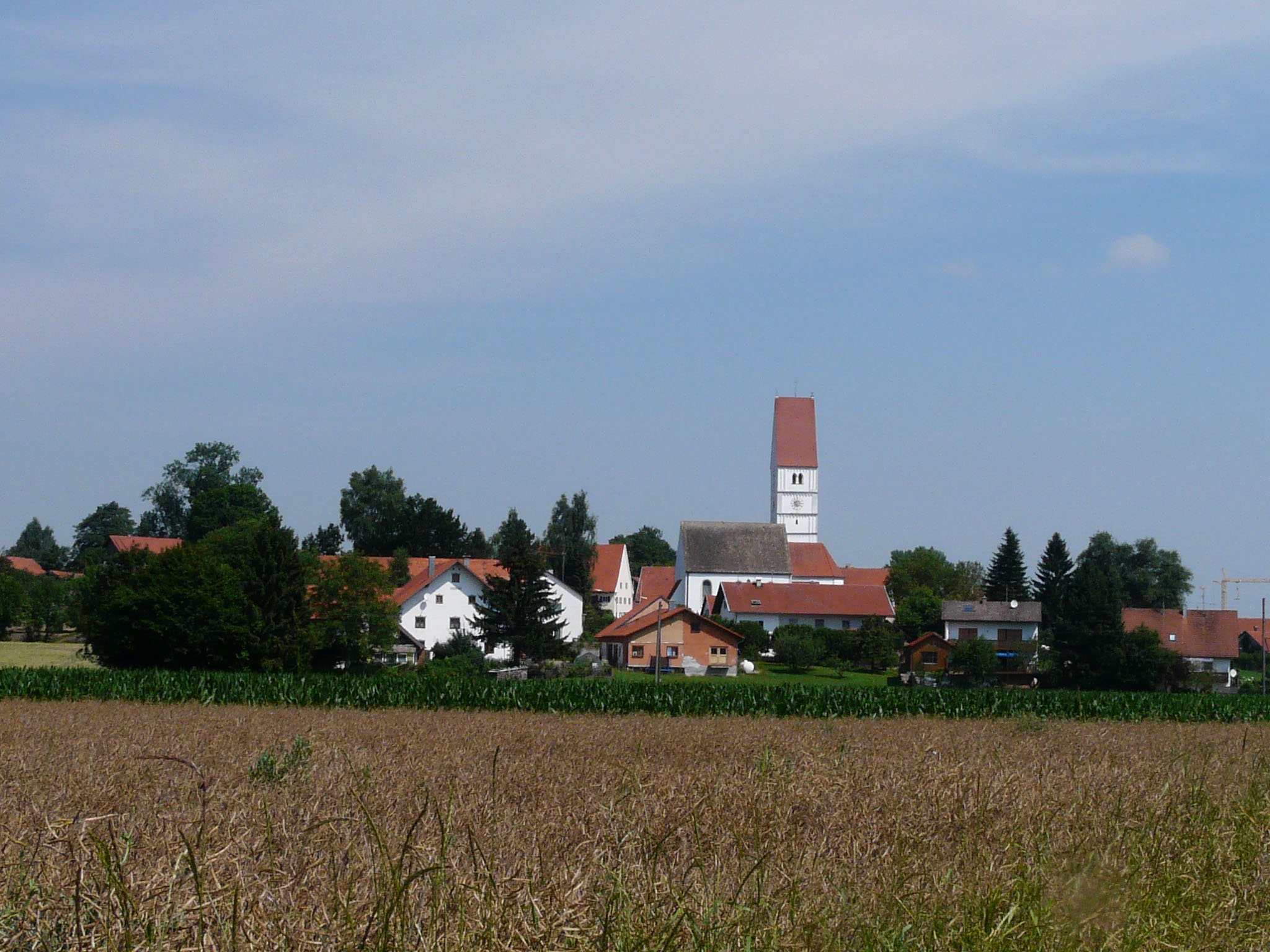
Blick auf Schwifting

Auf dieser Seite sind die Baudenkmäler in der oberbayerischen Gemeinde Schwifting zusammengestellt. Diese Tabelle ist eine Teilliste der Liste der Baudenkmäler in Bayern. Grundlage ist die Bayerische Denkmalliste, die auf Basis des Bayerischen Denkmalschutzgesetzes vom 1. Oktober 1973 erstmals erstellt wurde und seither durch das Bayerische Landesamt für Denkmalpflege geführt wird. Die folgenden Angaben ersetzen nicht die rechtsverbindliche Auskunft der Denkmalschutzbehörde.

## Baudenkmäler
| Lage                                                 | Objekt                                 | Beschreibung | Akten-Nr.     | Bild                            |
| ---------------------------------------------------- | -------------------------------------- | --- | ------------- | ------------------------------- |
| Ammerseestraße 1, 1 a (Standort)                     | Ehemaliges Gast- und Bauernhaus        | zweigeschossiger Steilsatteldachbau, im Kern 17./18. Jahrhundert, umgebaut um 1870 und 1998 | D-1-81-140-4  | Ehemaliges Gast- und Bauernhaus |
| Ammerseestraße 3 (Standort)                          | Katholische Pfarrkirche St. Pankratius | Saalbau mit eingezogenem Polygonalchor und Chorflankenturm, spätgotisch, von Ulrich Kiffhaber, 1475, barockisiert, 1730; mit Ausstattung; Westlicher Teil der Friedhofsmauer, Mauer mit Ziegelabdeckung, im Kern 17./18. Jahrhundert | D-1-81-140-1  | weitere Bilder                  |
| Dorfstraße (am Ende des Kapellenweges) (Standort)    | Katholische Kapelle St. Margaretha     | Saalbau mit eingezogenem Polygonalchor und Dachreiter, 1719; mit Ausstattung | D-1-81-140-2  | weitere Bilder                  |
| Dorfstraße 12 (rechts davon) (Standort)              | Ehemalige Schmiede                     | eingeschossiger Bau mit weit vorgezogenem Satteldach, 2. Hälfte 19. Jahrhundert | D-1-81-140-5  | Ehemalige Schmiede              |
| Dorfstraße 19 (Standort)                             | Bauernhaus                             | Mitterstallbau mit überstehendem Satteldach und verschaltem Giebel, im Kern 18. Jahrhundert | D-1-81-140-6  | weitere Bilder                  |
| Dorfstraße 23 (Standort)                             | Bauernhaus                             | stattlicher Mittertennbau mit Rauputzquaderung, bezeichnet 1843 | D-1-81-140-7  | weitere Bilder                  |
| Kapellenweg 2 (Standort)                             | Ehemaliges Pfarrhaus                   | zweigeschossiger Putzbau mit Gurtgesims, niedrigem Mezzaningeschoss und Flachwalmdach, 1882; | D-1-81-140-9  | weitere Bilder                  |
| Kapellenweg 5 (Standort)                             | Wappentafel                            | bezeichnet 1722 | D-1-81-140-8  | weitere Bilder                  |
| Landsberger Straße (bei Nr. 1) (Standort)            | Kapelle                                | Satteldachbau mit polygonaler Apsis, bezeichnet 1614; profaniert | D-1-81-140-3  | Kapelle                         |
| Lindenstraße 1 (Standort)                            | Bauernhaus                             | Satteldachbau mit verschaltem Vordach, im Kern 18. Jahrhundert | D-1-81-140-11 | weitere Bilder                  |
| Fuchsgrube (an der Straße nach Landsberg) (Standort) | Mariensäule                            | Madonna auf Sandsteinsäule, 2. Hälfte 19. Jahrhundert; | D-1-81-140-12 | weitere Bilder                  |